# Vieira-Langzungenfledermaus

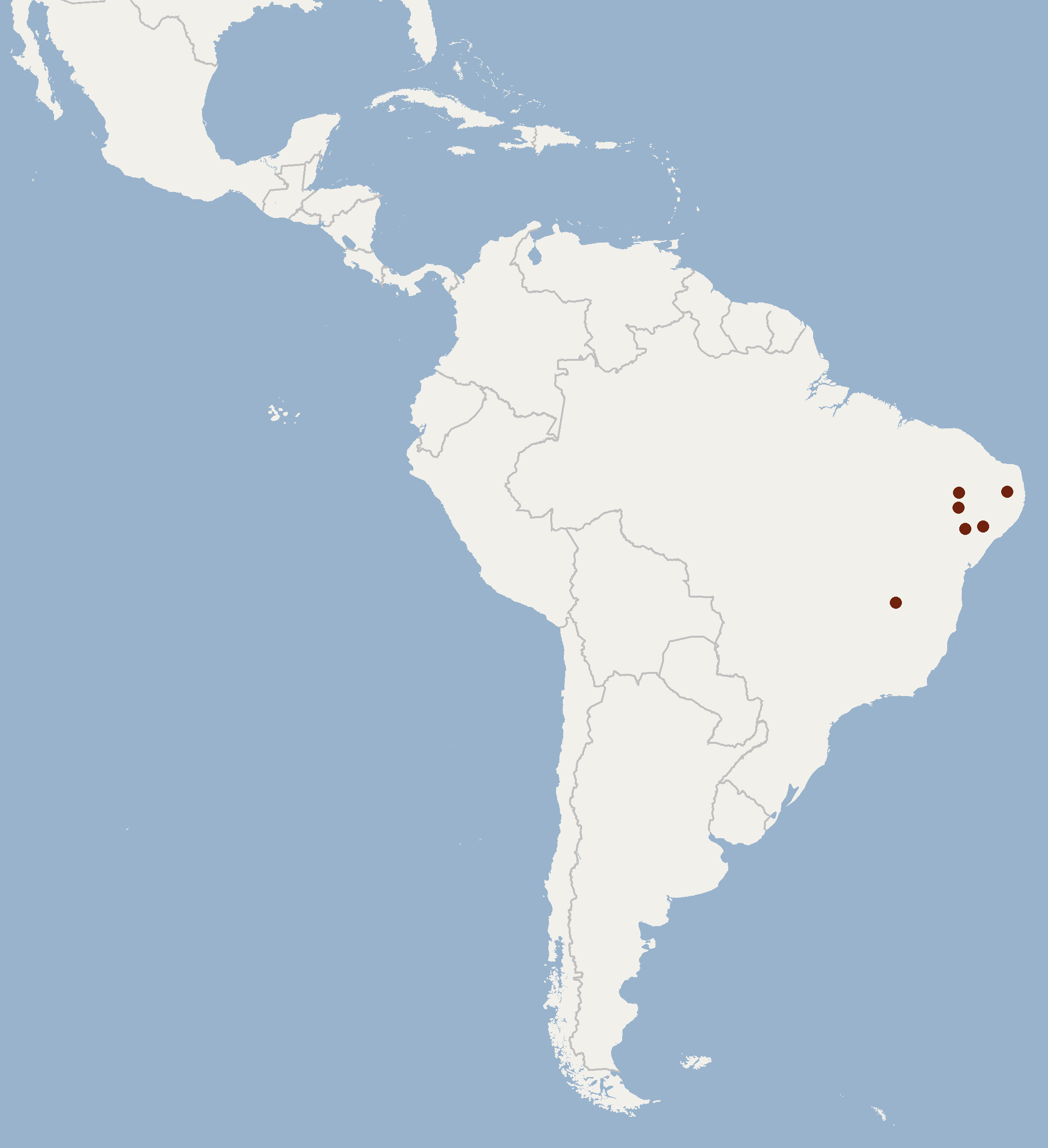
Skizze mit verschiedenen Fundplätzen

Die Vieira-Langzungenfledermaus (Xeronycteris vieirai) ist ein im Jahr 2005 erstbeschriebenes Fledertier in der Familie der Blattnasen. Sie ist die einzige Art der Gattung Xeronycteris.

## Merkmale
Die Art ist innerhalb der Unterfamilie Lonchophyllinae mittelgroß und hat 35 bis 39 mm lange Unterarme, einen 6 bis 8 mm langen Schwanz, Hinterfüße von 10 bis 13 mm Länge und 10 bis 13 mm lange Ohren. Weibchen sind mit 9 bis 16 g etwas schwerer als Männchen, die 8 bis 14 g wiegen. Die 34 Zähne verteilen sich nach der Zahnformel I 2/2, C 1/1, P 2/3, M 3/3. Ein Individuum hatte einen zusätzlichen dritten Prämolar in jeder oberen Kieferhälfte, der vor der Zahnreihe lag. Die Haare der Oberseite sind cremefarben an der Wurzel, hellbraun in der Mitte und dunkelbraun an den Spitzen. Das Nasenblatt besteht aus einer hufeisenförmigen Grundform und einem speerartigen Aufsatz. Bei einem Exemplar war der Aufsatz 4,5 mm breit und 6 mm lang. Es sind nur wenige Vibrissen vorhanden. Typisch sind haarlose Unterarme und ein Fersensporn (Calcar) der kürzer als der Fuß ist. Die hellbraunen Haare der Unterseite besitzen oft weiße Spitzen, was an Raureif erinnert.

## Verbreitung
Die Fundplätze liegen hauptsächlich in den Bundesstaaten Rio Grande do Norte, Paraíba, Pernambuco und im nördlichen Bahia in Brasilien. Einen Nachweis gibt es aus dem nördlichen Minas Gerais. Die Art ist ein Spezialist der trockenen Dornenstrauchsavanne Caatinga.

## Lebensweise
Diese Fledermaus ruht am Tage in Höhlen und sie ist meist kurz nach Sonnenuntergang aktiv. Das Versteck wird mit Arten der Gattungen Eigentliche Fruchtvampire, Tonatia, Hundskopffledermäuse und mit dem Gemeinen Stummeldaumen geteilt. Die Tiere halten auch Besucher, die Lagerfeuer entfachen aus. Die Art bevorzugt Nektar und Pollen der Kakteengattung Pilosocereus sowie von anderen Kakteen und Pflanzen, wie Melocactus, Spinnenblume, Encholirium, Prunkwinden und Dicliptera (Akanthusgewächse). Für die Bestäubung dieser Pflanzen spielt die Fledermaus eine wichtige Rolle. Das Fell ist sehr häufig von Lausfliegen der Gattung Trichobius befallen. Eine Kolonie hatte 20 Mitglieder. Die Fortpflanzung findet vermutlich zwischen Juni und Dezember statt.

## Gefährdung
Die Umwandlung der Landschaft in Ackerflächen wirkt sich vermutlich negativ aus. Die Art wird nur selten registriert. Von der IUCN wird die Vieira-Langzungenfledermaus mit unzureichende Datenlage (data deficient) gelistet.